# Tord Hultman

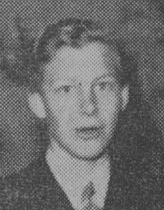
Tord Hultman, 1944

Tord Henrik Hultman, född 28 mars 1924 i Kristinehamn, död 25 mars 2020 i Viksängs distrikt i Västerås, var en svensk arkitekt. Han var bror till Ingemar Hultman.
Hultman, som var son till ingenjör Helmer Hultman och Hilda Eriksson, avlade studentexamen 1943 och utexaminerades från Kungliga Tekniska högskolan 1947. Han var arkitekt hos Carl-Axel Acking och Sven Hesselgren 1947–1948, hos professor Lindahl 1948–1954, hos Stockholms stad 1954–1958, stadsplanechef och vice stadsarkitekt i Örebro stad 1958–1964 samt stadsbyggnadschef och stadsarkitekt i Västerås stad från 1964. Han var även ledamot av trafiknämnden i Västerås under en period. Hultman är gravsatt i askgravlunden på Björlingska kyrkogården i Västerås.